# 姊姊 (韓國電視劇)
《姊姊》（： Nuna）是韓國MBC自2006年8月12日起播放的週末連續劇。由於和KBS《傳聞中的七公主》與SBS《淵蓋蘇文》兩部高收視週末劇於同時段競爭，因此收視長期低迷，直至前者完結，收視才穩定爬升至二位數以上。

## 故事
講述原本享盡榮華富貴的三姊弟，在父親遇難失蹤後，遭遇財務危機，同住的遠親一家趁機侵佔了他們的財產，將三姊弟逐出家門。一夕之間淪落為窮苦之人，身為姊姊的尹承珠，必須拋下高傲與尊嚴，為養活弟弟們而堅強。

## 演員陣容

### 主要角色
- 宋玧妸 飾演 尹承珠

對每件事都自信滿滿的美術系研究生，原是個備受擁護且跋扈的富家千金，在父親失蹤後，頓失經濟支柱，又遭到親人背叛，她必須為弟弟們而堅強。
- 金聖洙 飾演 金建佑[註 1]

國文系鐘點講師，對世俗的富貴與名聲不感興趣，是個擁有脫俗、從容性格的人。
- 許英蘭 飾演 尹秀亞

國文系助教，文靜又秀氣的女性，一直活在承珠的陰影之下，因此對承珠懷著嫉妒之心，甚至和她愛著同一個男人而變得越加卑劣。
- 姜景晙 飾演 金建世

建佑同父異母的弟弟，一個願意為錢而效勞的青年。

### 承珠家
- 趙卿煥 飾演 尹元俊

57歲，承珠的父親，是個具有野心的地方大企業家。
- 趙炯基 飾演 尹長孫

49歲，秀亞的父親，承珠的遠房小叔，是元俊八等親的弟弟，富有慾望卻膽小，但他不像妻小卑劣，仍對尹家姊弟抱持虧欠之心。
- 宋玉淑 飾演 李女末

48歲，秀亞的母親，承珠的遠房小嬸，一直做為尹社長家的傭人。當命運得以翻轉之時，燃起貪婪的慾望，是個愚昧的虛偽之人。
- 白賢（朝鲜语：백민현） 飾演 尹赫柱

22歲，承珠的弟弟，排行老二，是個不懂事的富家子弟。
- 孟世昌（朝鲜语：맹세창） 飾演 尹英柱

14歲，承珠的弟弟，家中老么，是個虛弱體質的中學生。

### 建佑家
- 吳鉉京（朝鲜语：오현경 (1936년)） 飾演 祖父

80代，建佑的祖父，患有輕度失智症。
- 朴根瀅 飾演 建佑父

59歲，建佑的父親，一名木匠，建設現場的班長。
- 金慈玉 飾演 朴明玉

56歲，建佑與建淑的繼母，建世的母親，一心盼望建佑能夠勝任教授。
- 楊姬瓊 飾演 金福喜

45歲，建佑的姑姑，個人計程車司機。
- 姜南吉 飾演 潘國男

47歲，建佑的姑丈。
- 尹宥善 飾演 金建淑

36歲，建佑的姊姊，對父親與繼母有所埋怨。
- 金裕貞 飾演 崔秋天[註 2]

7歲，綽號粉紅兒，建淑的女兒。

### 其他角色
- 鄭惠先 飾演 李富鎔[註 3]

60歲，智娜的奶奶，MD毛織會長，承珠爺爺的舊情人。
- 安妍紅 飾演 盧柔順

28歲，孤兒出身，福喜的房客，與建世不打不相識，同時也暗戀建世。
- 宋承桓 飾演 閔俊基

40歲，知娜的父親，婚姻失敗又傲慢的企業家，MD毛織社長。
- 朴恩斌 飾演 閔知娜

14歲，承珠的家教學生。
- 金善化（朝鲜语：김선화 (배우)）

雜貨店老闆娘
- 鄭祜根 飾演 金政仁

本名金民錫，東善綜合商社社長，高利貸業者。
- 車珠玉 飾演 羅允子

國男的初戀

## 其他搭配歌曲
- 台灣東森戲劇台版本
  - 片頭曲：櫻桃幫《七》
  - 片尾曲：櫻桃幫《你愛我嗎》

## 收視率
| 集數   | 播出日期   | AGB 收視率（全國） |
| ------ | ---------- | ------------------ |
| 第1集  | 2006/08/12 | 4.6%               |
| 第2集  | 2006/08/13 | 5.6%               |
| 第3集  | 2006/08/19 | 5.7%               |
| 第4集  | 2006/08/20 | 5.4%               |
| 第5集  | 2006/08/26 | 5.5%               |
| 第6集  | 2006/08/27 | 6.2%               |
| 第7集  | 2006/09/02 | 11.5%              |
| 第8集  | 2006/09/03 | 6.5%               |
| 第9集  | 2006/09/09 | 6.6%               |
| 第10集 | 2006/09/10 | 6.2%               |
| 第11集 | 2006/09/16 | 6.3%               |
| 第12集 | 2006/09/17 | 7.1%               |
| 第13集 | 2006/09/23 | 7.1%               |
| 第14集 | 2006/09/24 | -                  |
| 第15集 | 2006/09/30 | 7.8%               |
| 第16集 | 2006/10/01 | 7.0%               |
| 第17集 | 2006/10/07 | 7.2%               |
| 第18集 | 2006/10/08 | 15.1%              |
| 第19集 | 2006/10/14 | 7.7%               |
| 第20集 | 2006/10/15 | 8.1%               |
| 第21集 | 2006/10/21 | 6.7%               |
| 第22集 | 2006/10/22 | 7.7%               |
| 第23集 | 2006/10/28 | 10.5%              |
| 第24集 | 2006/10/29 | 7.7%               |
| 第25集 | 2006/11/04 | 8.4%               |
| 第26集 | 2006/11/05 | 8.5%               |
| 第27集 | 2006/11/11 | 7.3%               |
| 第28集 | 2006/11/12 | 7.3%               |
| 第29集 | 2006/11/18 | 6.6%               |
| 第30集 | 2006/11/25 | 6.4%               |
| 第31集 | 2006/11/26 | 7.2%               |
| 第32集 | 2006/12/02 | 7.7%               |
| 第33集 | 2006/12/03 | 6.9%               |
| 第34集 | 2006/12/09 | 6.5%               |
| 第35集 | 2006/12/10 | 7.7%               |
| 第36集 | 2006/12/16 | 6.3%               |
| 第37集 | 2006/12/17 | 7.3%               |
| 第38集 | 2006/12/23 | 6.5%               |
| 第39集 | 2006/12/24 | 6.1%               |
| 第40集 | 2006/12/30 | 6.3%               |
| 第41集 | 2006/12/31 | 9.0%               |
| 第42集 | 2007/01/06 | 15.0%              |
| 第43集 | 2007/01/07 | 19.4%              |
| 第44集 | 2007/01/13 | 16.9%              |
| 第45集 | 2007/01/14 | 21.0%              |
| 第46集 | 2007/01/20 | 17.8%              |
| 第47集 | 2007/01/21 | 21.7%              |
| 第48集 | 2007/01/27 | 19.9%              |
| 第49集 | 2007/01/28 | 20.9%              |
| 第50集 | 2007/02/03 | 18.5%              |
| 第51集 | 2007/02/04 | 18.0%              |
| 第52集 | 2007/02/10 | 18.2%              |
| 第53集 | 2007/02/11 | 18.5%              |
| 第54集 | 2007/02/17 | 15.1%              |
| 第55集 | 2007/02/18 | 12.2%              |

## 外部連結
- 韓國MBC官方網站（页面存档备份，存于） 
- 臺灣東森官方網站（繁體中文）

| MBC 週末劇                                     | MBC 週末劇                             | MBC 週末劇 |
| ---------------------------------------------- | -------------------------------------- | ---------- |
|                                                | 姊姊 （2006年8月12日 - 2007年2月18日） |            |
| 真的真的喜歡你 （2006年4月8日 - 2006年8月6日） | 文熙 （2007年2月24日 - 2007年8月12日） |            |

| 臺灣 東森戲劇台 星期一至五 21:00 - 22:00   | 臺灣 東森戲劇台 星期一至五 21:00 - 22:00  | 臺灣 東森戲劇台 星期一至五 21:00 - 22:00 |
| ------------------------------------------ | ----------------------------------------- | ---------------------------------------- |
|                                            | 姊姊 （2007年5月29日 - 2007年9月5日）     |                                          |
| 再見先生 （2007年3月22日 - 2007年4月24日） | 黃真伊 （2007年10月17日 - 2007年12月5日） |                                          |